# Linea 77
I Linea 77 sono un gruppo musicale alternative metal italiano, formatosi nel 1993 a Venaria Reale (Torino).
La loro musica è fortemente influenzata da quella di famosi gruppi statunitensi quali Deftones, Rage Against the Machine e Helmet.

## Storia del gruppo

### Primi anni (1993-1998)

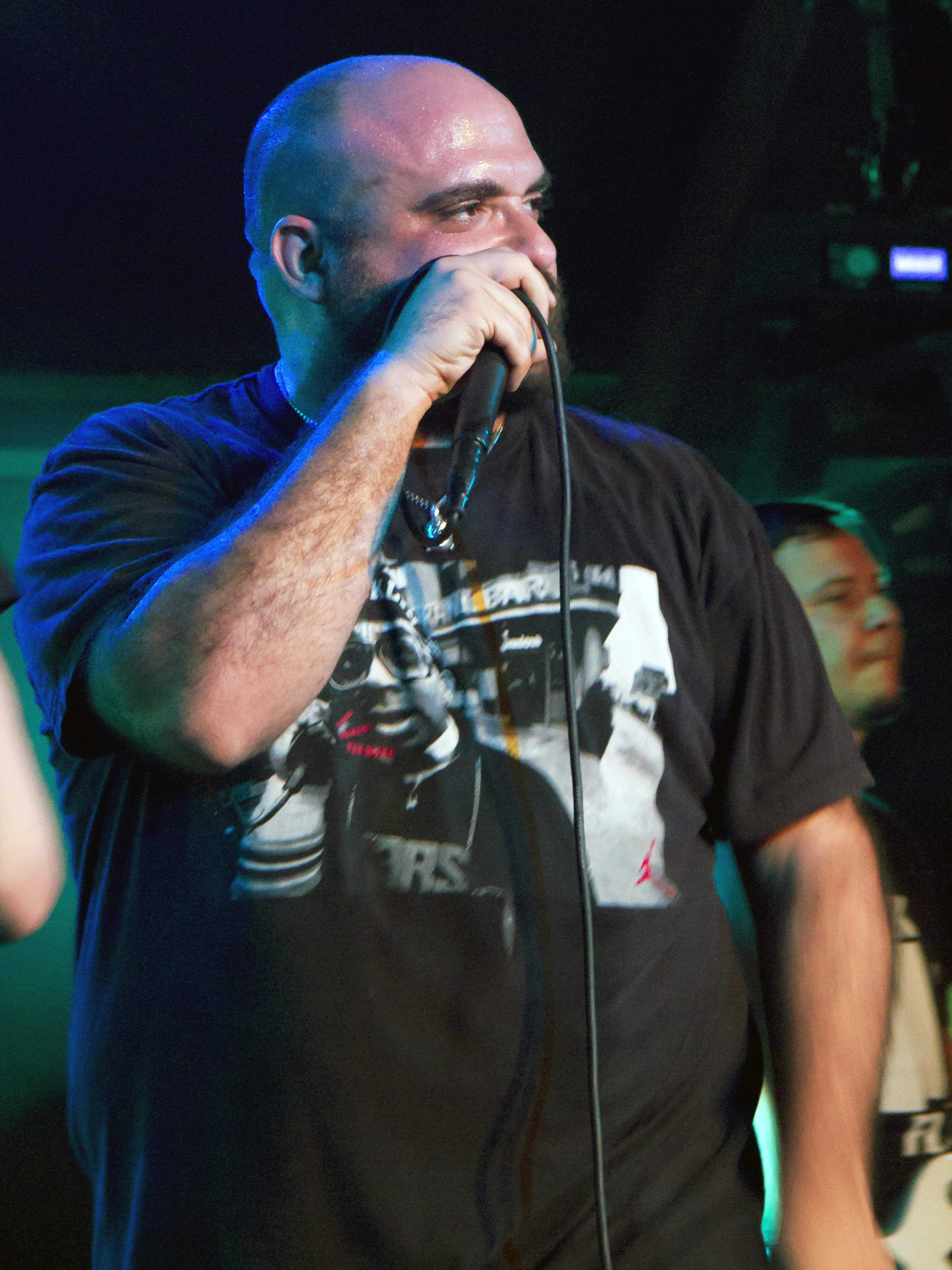
Nitto

Si formarono inizialmente come cover band di Rage Against the Machine e CCCP - Fedeli alla linea. Il loro nome deriva dalla linea dell'autobus che li conduceva verso la prima sala prove. Inizialmente, oltre ai componenti odierni, c'erano un terzo cantante (Silvano, detto Sibba) e un altro chitarrista (Marcolino, detto Colino), che però abbandonarono il gruppo nel 1996.
Ai tempi Chinaski non era entrato nel gruppo, ma lavorava ancora come tecnico dei telefoni. Il suo ingresso avvenne qualche anno più tardi. Nel 1995 autoprodussero un demo intitolato Ogni cosa al suo posto, il quale riscontrò un certo successo tra gli appassionati del genere. Poco meno di due anni dopo, dall'etichetta torinese Dracma Records fu prodotto il secondo demo Kung Fu, che riuscì a rendere famoso il gruppo anche fuori dell'area torinese.

### Too Much Happiness Makes Kids Paranoid(1998-2000)
Nel 1998 il gruppo realizzò e pubblicò l'album di debutto Too Much Happiness Makes Kids Paranoid, distribuito dalla Collapse Records.
All'uscita dell'album, il gruppo suonò in 100 concerti, con data finale al Beach Bum Festival di Jesolo, nel luglio del 1999; qui li notò l'etichetta inglese Earache Records, specializzata in musica metal, che offrì un contratto ai cinque.
Nel 2000 Too Much Happiness Makes Kids Paranoid fu riedito per la Earache; e il salto è fatto. Nell'aprile dello stesso anno, iniziarono un tour promozionale di 23 date, accompagnati dagli Earthtone 9 e dai Kill II This. Fu anche mandato in onda il primo videoclip del gruppo, ovvero quello per il brano Meat, diretto da Pete Bridgewater.

### Ketchup Suicide(2000-2002)

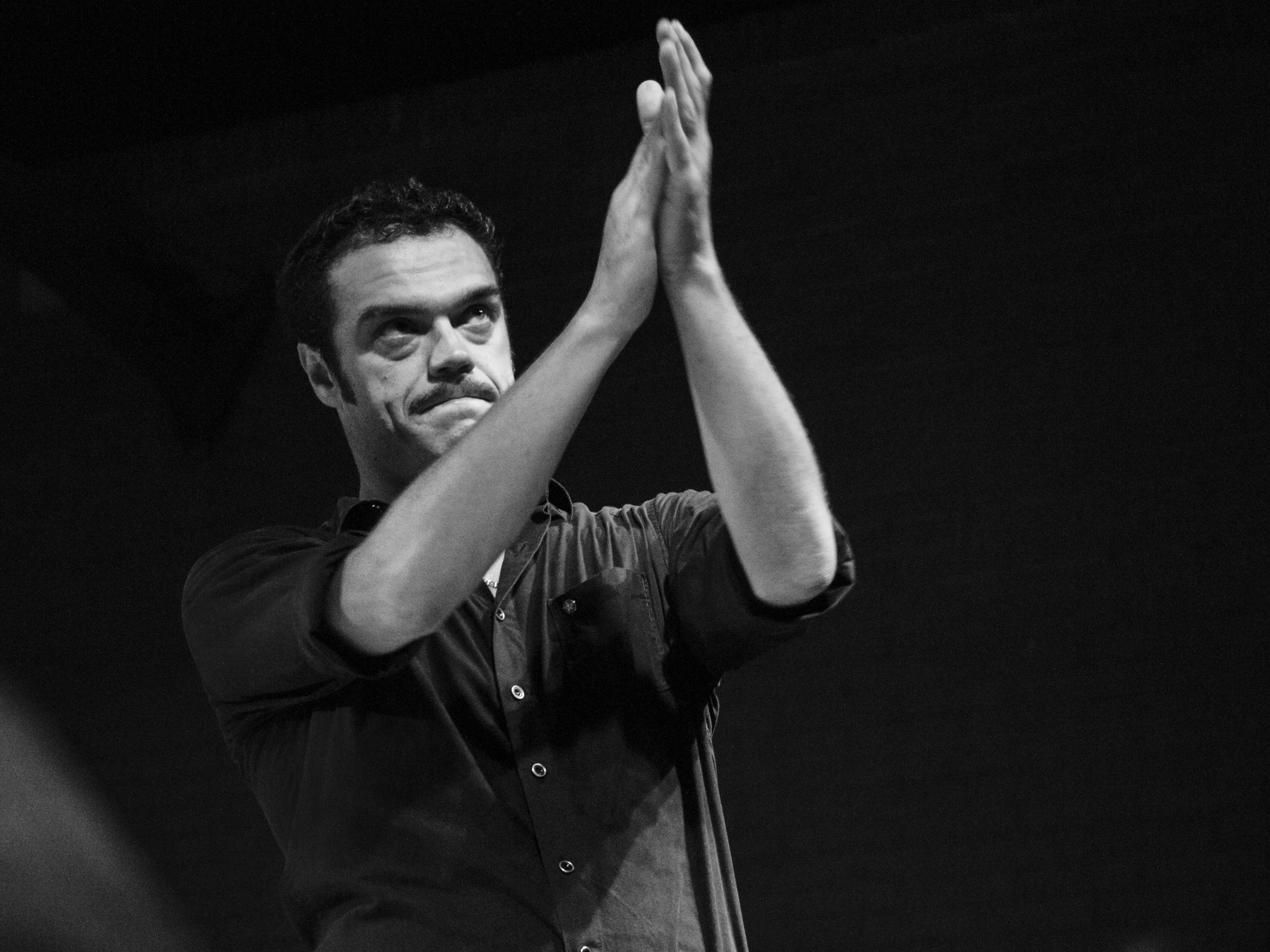
Emi

Nell'aprile 2000 i Linea 77 si recarono presso i Backstage Studio di Ripley, nel Regno Unito, per registrare il secondo album in studio. Intitolato Ketchup Suicide, l'album venne pubblicato il 20 novembre 2000 in Italia e il 22 gennaio dell'anno seguente in Europa ed entrò al 10º posto nella classifica degli album indipendenti stilata da NME, mentre Rocksound Italia dedicò al gruppo la copertina del numero di novembre 2000.
Nel marzo 2001 MTV Europe gli dedicò una trasmissione intera, Linea 77 Select. Per la promozione dell'album furono realizzati i videoclip per i brani Ketchup Suicide, Potato Music Machine e Moka, quest'ultimo l'unico in lingua italiana presente nell'album. Nel settembre del 2002 si concluse il Ketchup Suicide Tour, durato due anni in tutta Europa e che permise al gruppo di esibirsi all'Heineken Jammin' Festival di Imola e al Reading Festival.

### Numb(2003-2004)
Un mese dopo la fine del tour, i Linea 77 registrarono Numb, il terzo album, con cui si confermano nella scena crossover. Uscito a maggio del 2003, l'album fu anticipato dal videoclip del brano Fantasma, diretto da Kal Karman. L'album vide anche la collaborazione di altri musicisti: per la canzone 66 (Diabolus in musica) furono chiamati i Subsonica, mentre a Warhol collaborarono i Roy Paci & Aretuska. Altri videoclip realizzati per la promozione di Numb furono Third Moon e 66 (Diabolus in musica). Il 16 settembre 2003 il gruppo si esibì dal vivo all'MTV Day di Bologna: l'audio di tale concerto è stato registrato e successivamente pubblicato come disco aggiuntivo nella riedizione di Numb pubblicata a fine 2003.
Nel 2004 presero parte al concerto del Primo Maggio, per poi esibirsi in vari Paesi dell'Europa quali Belgio, Paesi Bassi, Germania, Regno Unito e Ungheria. Il successo del gruppo fu confermato con la partecipazione all'MTV Day 2003 di Bologna, in cui si esibirono davanti a 40.000 persone. Il Numb Tour si concluse nel settembre del 2004 all'MTV Brand New Day a Roma, e a ottobre dello stesso anno ricevettero una nomination come "Best Italian Act" agli MTV Europe Music Awards.

### Available for PropagandaeVenareal 1995(2005-2007)

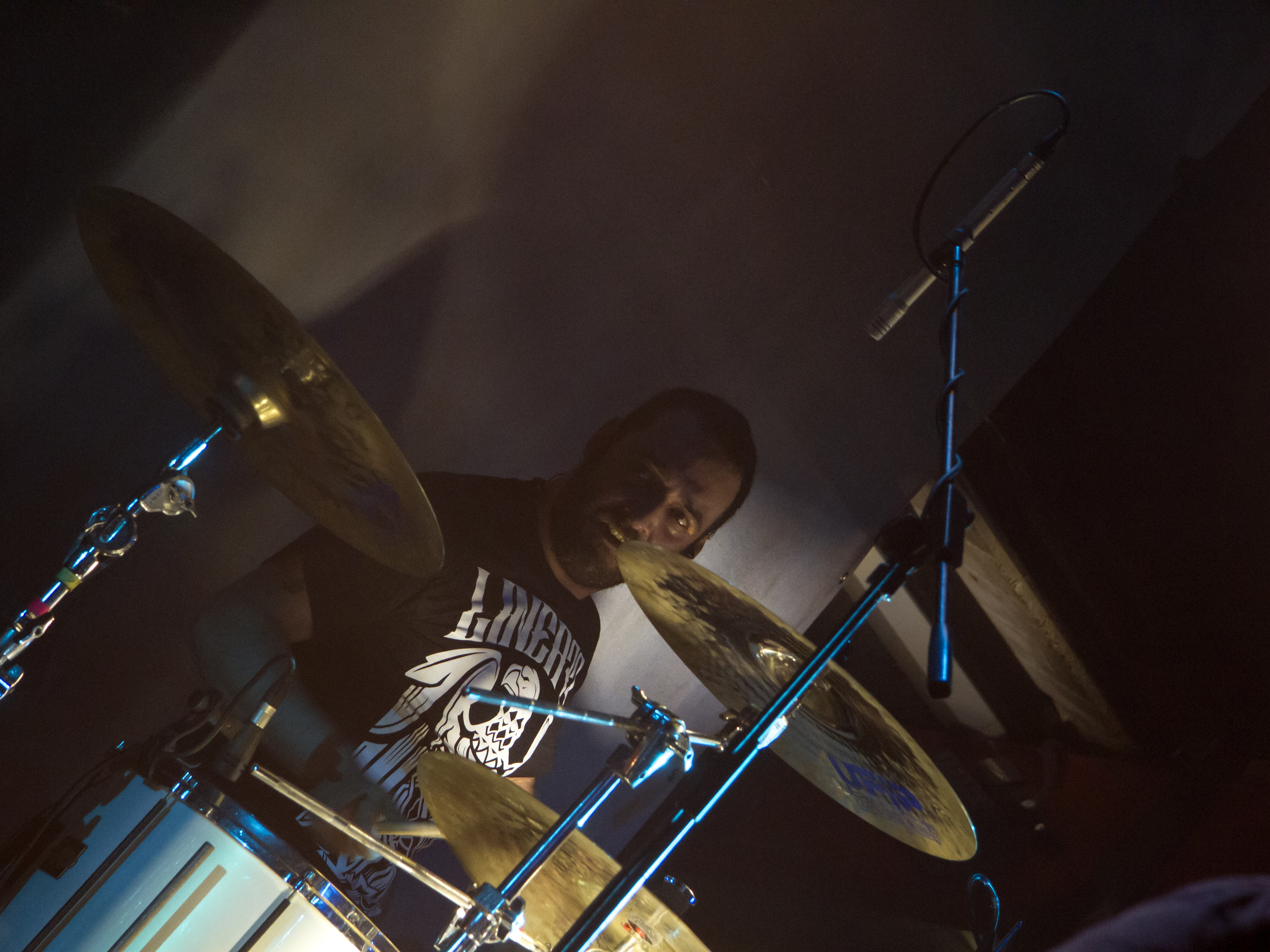
Tozzo

Anticipato da un tour estivo, nel settembre del 2005 è stato pubblicato Available for Propaganda. Registrato presso i Paramount Studios di Los Angeles, le sessioni sono state coordinate da Dave Dominguez, mentre le masterizzazioni sono state eseguite da Dave Collins, che ha disegnato il suono dei dodici pezzi nella lista tracce. A precedere l'uscita dell'album, è stato realizzato il video di Evoluzione, una delle due canzoni in lingua italiana presenti nell'album.
Oltre ai concerti in Italia, il tour di Available for Propaganda ha toccato le capitali di Portogallo, Spagna, Austria, Ungheria, Bulgaria, Repubblica Ceca, Turchia, Slovenia, Serbia e Grecia in un tour di supporto al gruppo brasiliano Soulfly. Il 23 aprile 2006 si esibirono di fronte a 11.000 spettatori allo spettacolo Volumi all'idrogeno prodotto dai Subsonica con la Fondazione per il libro, la musica e la cultura del comune di Torino. Nel mese di maggio 2006 venne pubblicato il videoclip del brano Inno all'odio, mentre a settembre dello stesso anno parteciparono all'MTV Day come gruppo ospite. Nello stesso periodo il gruppo concluse il contratto con la Earache Records per firmarne uno nuovo con la Universal Music Group. L'ultimo album pubblicato attraverso la Earache è stata la raccolta Venareal 1995, uscito il 29 gennaio 2007 e costituito da dieci demo realizzate nel 1995 e due inediti composti nel 2006. Ad esso ha fatto seguito un tour promozionale svoltosi in Italia.

### Horror vacui(2008-2009)

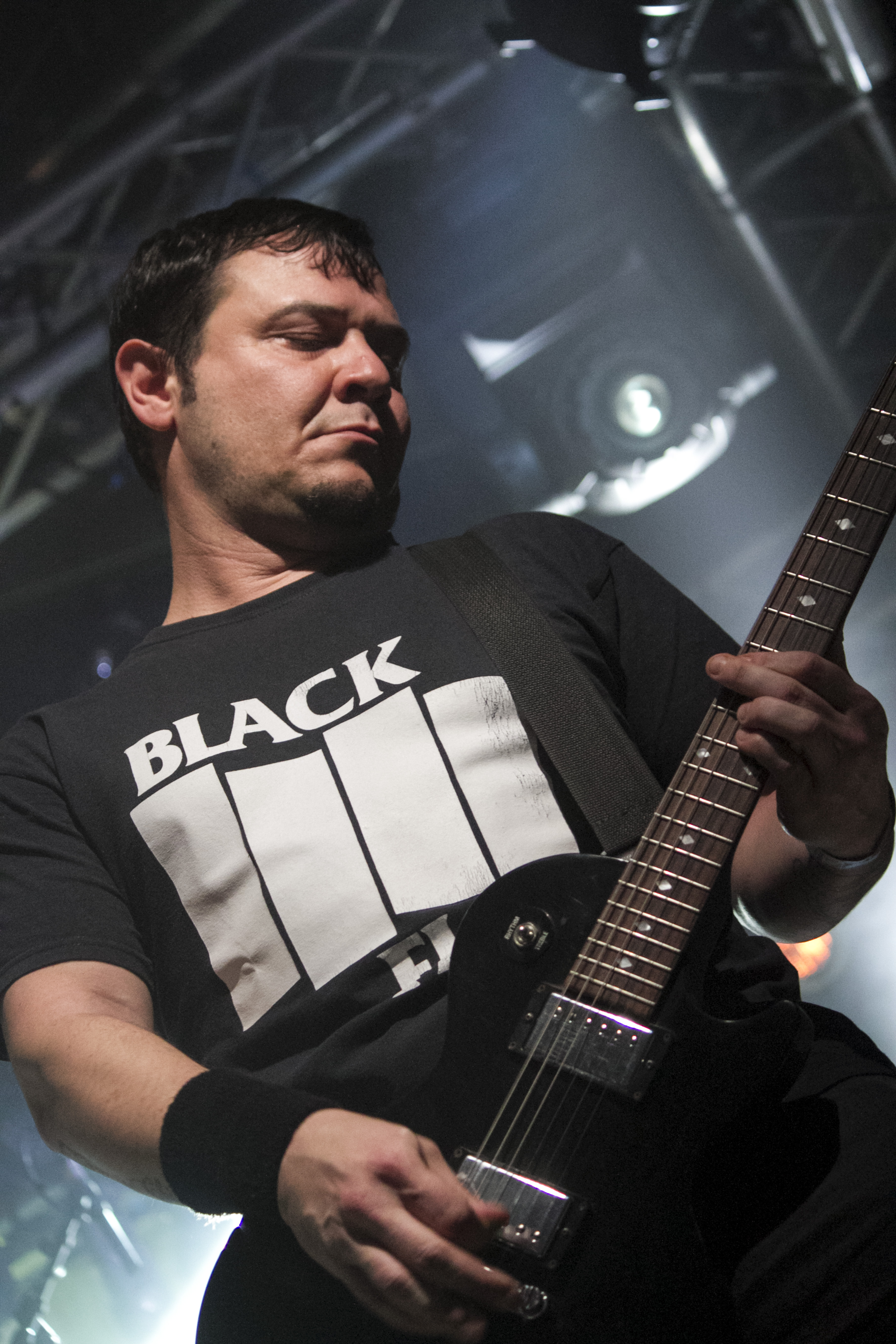
Chinaski

Nel corso del 2007 i Linea 77 sono tornati a comporre nuovo materiale, lavorando su un doppio binario che affianca l'hardcore degli esordi ad un suono più dark. Per la prima volta in carriera, il gruppo ha deciso di introdurre una seconda chitarra, impiegata dal bassista Dade. Dopo una pre-produzione di sette mesi, i Linea 77 si ritrovano ad avere tra le mani tredici pezzi. A settembre 2007 i Linea 77 si sono recati a Los Angeles, presso gli Skip Saylor Studio, per le sessioni di registrazione dell'album, durate due mesi. Seguendo i consigli di Toby Wright (al lavoro in passato con gruppi come Korn, Alice in Chains e Slayer), i Linea 77 hanno deciso di registrare in un'unica sessione le due chitarre e la batteria.

L'8 febbraio 2008 è stato pubblicato il quinto album in studio Horror vacui, anticipato a gennaio dal videoclip del brano Il mostro. Letteralmente, dal latino, "paura del vuoto", il gruppo ha spiegato il titolo dell'album: 
Nell'album è presente anche Sogni risplendono, brano realizzato con la partecipazione del cantautore italiano Tiziano Ferro. Il 14 giugno 2008 si sono esibiti allo stadio Alberto Braglia di Modena come gruppo spalla dei Rage Against the Machine, gruppo al quale si ispirarono agli esordi della loro carriera musicale. Il 20 giugno hanno preso parte all'Heineken Jammin' Festival di Venezia, mentre una settimana più tardi si sono esibiti a Caianello in occasione dell'A13Sud Festival. Ad aprire la serata sono stati il gruppo ska-core RFC, con i quali Nitto ha duettato ai brani Rabbia e Uragano (quest'ultimo in duetto anche con Bonnot e Jake La Furia dei Club Dogo).

### 10(2009-2011)
Il 30 settembre 2009 i Linea 77 sono rientrati in studio a Santa Monica (California) per registrare il sesto album in studio, prodotto nuovamente da Toby Wright. Il 13 gennaio 2010 il gruppo ha annunciato la fine delle registrazioni dell'album, rivelando inoltre che sarebbe stato pubblicato il 16 aprile. Intitolato 10, l'album è stato pubblicato in anteprima il 30 marzo in allegato al mensile la Repubblica XL.
Il 22 giugno 2010 i Linea 77 hanno fatto da gruppo spalla ai Deftones, nella loro unica data italiana a Collegno (Torino) ed il 26 settembre 2010 hanno partecipato al festival musicale Woodstock 5 Stelle organizzato a Cesena dal blog di Beppe Grillo e trasmesso dal canale televisivo nazionale Play.me, che proprio con questa diretta aprì la neonata emittente.
Da qui inizia una serie di Tour che tengono il gruppo lontano da casa per quasi ben due anni. Parte così il "10 Tour". Al termine del quale inizia un altro tour, che segue le corde del precedente, chiamato "Tanto peggio per i fatti Tour". Nel 2011 i Linea 77, per celebrare i dieci anni dalla pubblicazione di Ketchup Suicide, intraprendono il Ketchup Suicide 10th Anniversary Tour. Il 16 novembre 2011 il gruppo, tramite la loro pagina di Facebook, comunica che dopo un lungo periodo di attività live, con ben 104 concerti, è arrivato il momento di scrivere un nuovo disco.

### L'allontanamento di Emi,La speranza è una trappola(2012-2013)

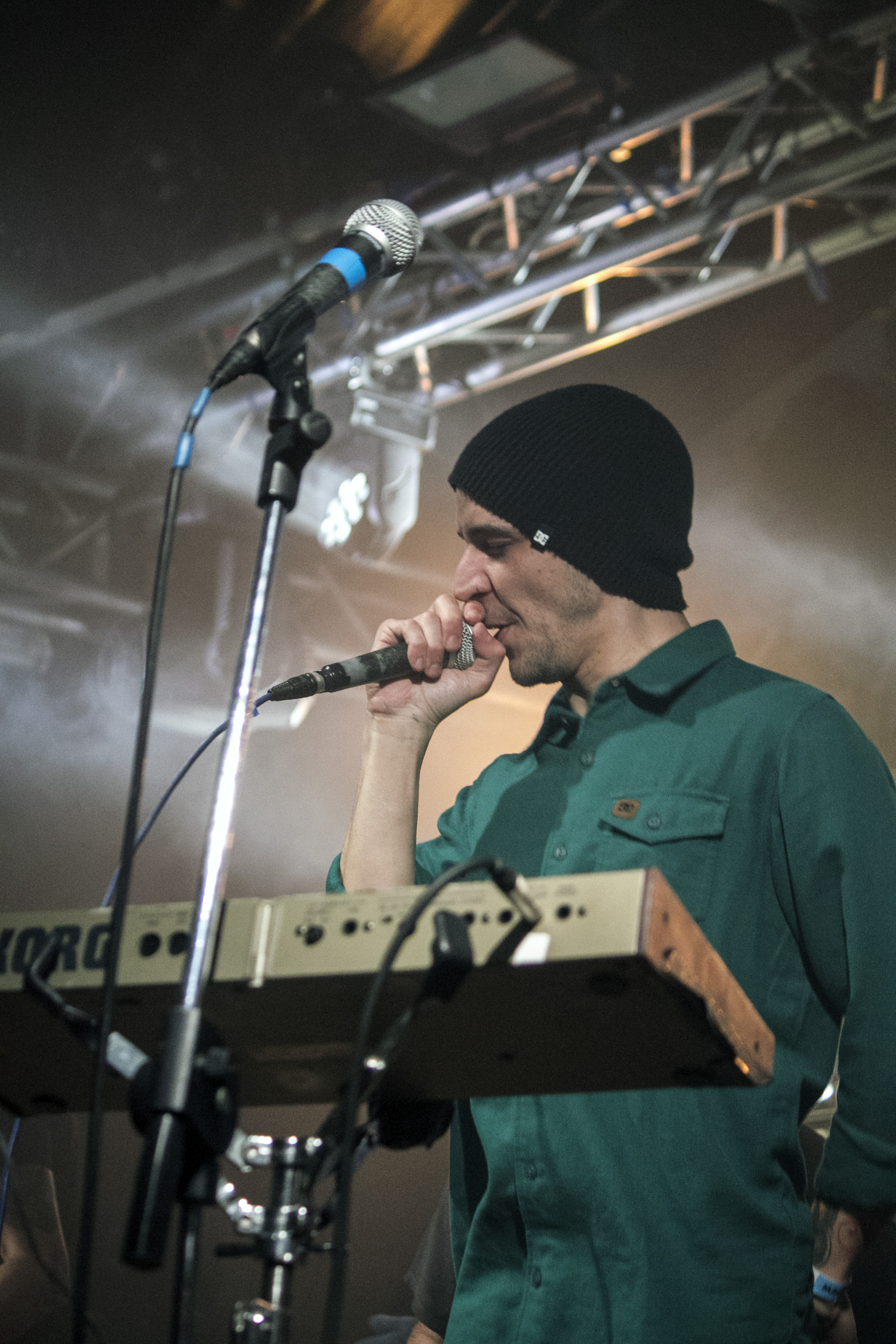
Dade

Il 18 aprile 2012, attraverso la loro pagina Facebook, i Linea 77 hanno annunciato l'entrata del bassista Maggio, il quale ha ricoperto il posto di Dade, passato al ruolo di secondo chitarrista. Per festeggiare la nuova formazione, il gruppo si è esibito nel 6 in Tour, partito il 17 maggio 2012.
Il 4 ottobre 2012 i Linea 77 hanno rivelato l'allontanamento di Emi dalla formazione a causa di forti divergenze artistiche occorse durante la fase di composizione del settimo album in studio. A ricoprire il ruolo di cantante, in occasione dell'annuncio del gruppo del 19 novembre, è stato il chitarrista Dade, mentre alla chitarra è arrivato in formazione Paolo Paganelli.
Il 12 ottobre 2012 è stato pubblicato per il download digitale il singolo Il veleno, a cui ha fatto seguito La speranza è una trappola, pubblicato il 10 dicembre dello stesso anno. Quest'ultimo brano è una citazione e un tributo al regista Mario Monicelli e alle parole che pronunciò in una delle sue ultime interviste, poche settimane prima della morte. Il 28 dicembre 2012 è stato pubblicato il terzo singolo Avevate ragione voi, che racconta i fatti del G8 di Genova, oltre a trarre ispirazione dall'omonimo libro di poesie di Domenico Mungo, amico del gruppo che ha vissuto in prima persona tali avvenimenti, e che ha partecipato al videoclip dal vivo diretto da Gianluca Signorino registrato presso l'Hiroshima di Torino.

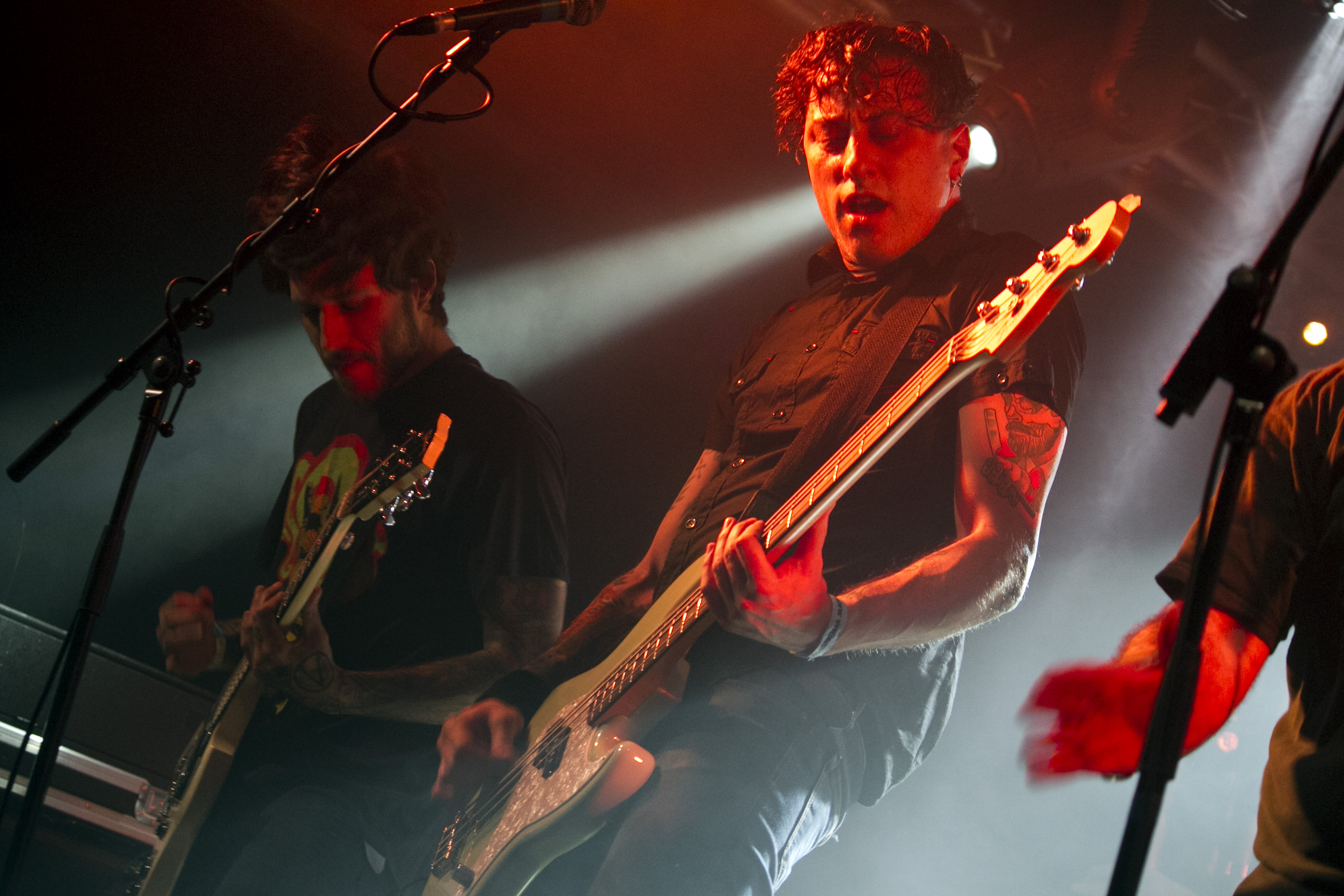
Paolo e Maggio

Il 2 gennaio 2013 è stato pubblicato per il download digitale il quarto singolo La musica è finita, presentato dal gruppo come "il più cazzone che abbiamo mai scritto"; ad esso ha fatto seguito il quinto singolo Un uomo in meno.
I cinque singoli sono stati successivamente inclusi all'interno dell'EP La speranza è una trappola (Part 1), uscito per il download digitale il 21 gennaio 2013 e in formato CD il 4 febbraio dello stesso mese. Oltre ai cinque singoli, l'EP contiene anche il brano La caduta, realizzato con la partecipazione dei LNRipley.
Alla pubblicazione dell'EP hanno fatto seguito due secret show, uno a Torino il 22 gennaio 2013 e l'altro a Milano il giorno successivo; questi hanno anticipato il tour de "La speranza è una trappola" che è partito il 1º febbraio 2013 all'Orion di Ciampino ed è terminato, dopo 52 date, l'11 gennaio 2014 al Circolo Magnolia di Segrate (MI). In scaletta, oltre ai brani dell'EP, anche una cover di Tu menti dei CCCP - Fedeli alla linea.

### Oh!(2013-2015)
Il 4 ottobre 2013 i Linea 77 hanno annunciato attraverso Facebook l'inizio delle registrazioni di un nuovo EP intitolato C'eravamo tanto armati, la cui pubblicazione sarebbe dovuta avvenire nel mese di gennaio 2014 attraverso la INRI, etichetta discografica indipendente fondata da Dade. Ad anticiparne la pubblicazione sono stati i singoli L'involuzione della specie, il cui video è stato diretto da Dade, e Io sapere poco leggere, uscito il 10 marzo 2014 per il download digitale.

Paolo

Il 24 marzo 2014 il gruppo ha inaspettatamente annunciato la cancellazione dell'EP:
 Nello stesso annuncio gli stessi Linea 77 hanno rivelato di essere tornati al lavoro su nuovi brani che sarebbero stati inclusi in un nuovo album in studio e la prosecuzione del tour in supporto a C'eravamo tanto armati.

Il 17 dicembre 2014 il gruppo ha concluso il processo di registrazione del settimo album in studio, intitolato Oh! e pubblicato il 17 febbraio 2015 dalla INRI. Prodotto da Dade e costituito anche dai due singoli L'involuzione della specie e Io sapere poco leggere, l'album è caratterizzato dall'assenza delle sperimentazioni affrontate nelle precedenti pubblicazioni, mostrando quindi un ritorno alle sonorità dei primi lavori del gruppo:
 L'8 gennaio 2015 è stato annunciato il singolo apripista dell'album, intitolato Presentat-arm! e pubblicato il 13 gennaio per il download digitale.

### Server sirena(2019-presente)
Il 29 marzo 2019 i Linea 77 sono tornati sulle scene musicali con la pubblicazione del singolo AK77, realizzato in collaborazione con il rapper Salmo e con il disc jockey Slait; a esso ha fatto seguito il relativo videoclip, che omaggia il film Full Metal Jacket di Stanley Kubrick.
Durante l'estate il gruppo ha tenuto alcuni concerti in qualità di artisti di apertura a Salmo (con il quale hanno eseguito dal vivo AK77) e pubblicato ulteriori singoli, Sangue nero con Ensi e Cielo piombo con Samuel.
Verso la fine di settembre è stata annunciata la pubblicazione dell'EP Server sirena, interamente prodotto da The Bloody Beetroots e pubblicato il successivo 11 ottobre. Oltre ai tre singoli, il disco contiene anche brani realizzati con la partecipazione di Axos, Caparezza, Hell Raton e Jack the Smoker.

## Formazione

### Attuale
- Nitto (Nicola Sangermano) – voce (1993-presente)
- Dade (Davide Pavanello) – basso (1993-2012), chitarra (2012), voce e sintetizzatore (2012-presente)
- Chinaski (Paolo Pavanello) – chitarra (1993-presente)
- Tozzo (Christian Montanarella) – batteria (1993-presente)
- Paolo (Paolo Paganelli) – chitarra (2012-presente)
- Maggio (Fabio Zompa) – basso (2012-presente)

### Ex componenti
- Sibba – voce (1993-1996)
- Colino – chitarra (1993-1996)
- Emi (Emiliano Audisio) – voce (1993-2012)

## Discografia

### Album in studio
- 1998 – Too Much Happiness Makes Kids Paranoid
- 2000 – Ketchup Suicide
- 2003 – Numb
- 2005 – Available for Propaganda
- 2008 – Horror vacui
- 2010 – 10
- 2015 – Oh!

### Album dal vivo
- 2011 – Live 2010

### Raccolte
- 2007 – Venareal 1995